# Châtillon-le-Roi
Châtillon-le-Roi település Franciaországban, Loiret megyében. Lakosainak száma 275 fő (2022. január 1.). Châtillon-le-Roi Greneville-en-Beauce, Bazoches-les-Gallerandes és Jouy-en-Pithiverais községekkel határos.

## Népesség
A település népességének változása:
| Lakosok száma | 226  | 241  | 269  | 281  | 274  | 275  | 276  | 278  | 277  | 275  |
|               | 1968 | 1982 | 1990 | 2006 | 2013 | 2015 | 2017 | 2019 | 2020 | 2022 |